# Холщево (Владимирская область)
Холщево  — упразднённая в 1959 году деревня Никологорского поссовета Никологорского района Владимирской области РСФСР. Включёна в черту рабочего посёлка Никологоры, районного центра (на 2023 год — административный центр муниципального образования «Поселок Никологоры» в Вязниковском районе Владимирской области).

## География
Расположена была примерно в 12 километрах от железнодорожной станции Сеньково (на линии Ковров — Нижний Новгород).

## История
Упомянута на карте Стрельбицкого 1865—1871 годов как Холщева.
Упразднёна Решением Владимирского облисполкома № 737 от 29.11.1959.